# OK K.O.! Neue Helden braucht die Welt
OK K.O.! Neue Helden braucht die Welt (Originaltitel: OK K.O.! Let’s Be Heroes) ist eine US-amerikanische Action-Comedy-Animationsserie, die von Ian Jones-Quartey für Cartoon Network erstellt wurde. Die Show basiert auf Jones-Quarteys Pilotprojekt Lakewood Plaza Turbo, das im Rahmen des Projekts Summer Shorts 2013 von Cartoon Network veröffentlicht wurde. Die Web-Serie wurde am 4. Februar 2016 auf Cartoon Networks YouTube-Kanal und auf der Cartoon Network Video App vorgestellt.
Am 9. März 2017, fast vier Jahre nach der Premiere des Originals, gab Cartoon Network bekannt, dass die Fernsehserie, die am 1. August 2017 uraufgeführt wurde, greenlightet worden sei. Die Eröffnungssequenz wurde vom japanischen Künstler Hiroyuki Imaishi, Mitbegründer von Studio Trigger, gestaltet.
Am 4. Dezember 2017 wurde bestätigt, dass die Serie für eine zweite Staffel, die am 5. Mai 2018 Premiere hatte, verlängert wird. Eine dritte Staffel, die am 26. Juni 2019 angekündigt wurde, feierte am 7. Juli 2019 Premiere. Das Serienfinale wurde am 6. September 2019 ausgestrahlt.

## Handlung
OK K.O.! Neue Helden braucht die Welt spielt im retro-futuristischen Jahr 201X. Die Serie folgt dem Titelhelden K.O. und seinen Bemühungen, der größte Held der Welt zu werden, während er bei Gar’s Bodega (geleitet von Herrn Gar), einem Heldenlieferantengeschäft in Lakewood Plaza, arbeitet. Neben ihm sind seine besten Freunde und Kollegen Radicles, ein narzisstischer Außerirdischer, und Enid, ein besonnener, großer, schwesterlicher Ninja, sowie andere Helden, die in der Gegend arbeiten.

## Produktion
Zur Bewerbung von OK K.O.! Neue Helden braucht die Welt deutete der leitende Produzent Rob Sorcher in einem Interview mehrmals an, dass es eine komplette Serie werden wird. Seine zahlreichen Drehbuchautoren wurden auch auf Twitter gefunden. Am 9. März kündigte Chris Waldron, Vizepräsident von Games & Digital Products für Cartoon Network, im Blog von PlayStation eine Serie in Arbeit an, zusammen mit einem Videospiel. Die Serie wurde am 1. August 2017 von Cartoon Network uraufgeführt. Die ersten 6 Episoden wurden am 13. Juni 2017 online veröffentlicht und am 6. November das erste Mal im Deutschen ausgestrahlt.
Die Show wurde in Südkorea traditionell von Digital eMation und Sunmin Image Pictures animiert. Im Gegensatz zu vielen animierten Serien, die auf Papier mit Farbe gezeichnet und dann zum Ausmalen gescannt wurden, wurde OK K.O.! mit Bleistift gezeichnet. Die Animatoren zeichneten jedes Einzelbild auf Papier mit einem Leuchttisch und malten es dann digital auf einer Ebene unter dem transparenten Strichbild, um eine handgezeichnete Qualität zu erhalten. Für Jones-Quartey war es wichtig, dass das Publikum „nie vergisst, dass es sich um Zeichnungen handelt“. Dies war teilweise inspiriert von der ersten Staffel von Die Simpsons, die eine lose, raue Qualität der Animation hatte. Darüber hinaus ist die Gestaltung der Serie von Yoshi’s Island inspiriert.
Am 6. August 2019 gab Jones-Quartey bekannt, dass Cartoon Network sich entschieden hat, die Show nicht zu verlängern. Das Serienfinale wurde am 6. September 2019 ausgestrahlt.

## Ausstrahlung
OK K.O.! Neue Helden braucht die Welt hatte seine weltweite Fernsehpremiere in den USA auf Cartoon Network am 1. August 2017 und wurde vom 7. August bis 1. September 2017 auf dem Schwestersender Boomerang gesendet. In Kanada wurde es am 1. August auf Cartoon Network und am 4. September auf Teletoon uraufgeführt. Am 14. September 2019 wurden die letzten Episoden der Serie auf Cartoon Network Kanada ausgestrahlt. In Afrika wurden die Shorts am 11. September veröffentlicht und die komplette Serie wurde am 18. November 2017 uraufgeführt. Die Premiere fand am 9. Oktober 2017 in Großbritannien und Irland statt. Sie wurde am 6. Januar 2018 in Australien und Neuseeland sowie auf den Philippinen und am 20. Januar 2018 in Südostasien, am 1. Dezember 2017 in Cartoon Network Korea und im Juli 2018 in Cartoon Network Japan uraufgeführt. Es wurde auch auf Cartoon Network India im August 2018 und Cartoon Network HD+ Mitte 2019 ausgestrahlt.
| Staffel | Episoden | Uraufführung    | Deutsche Uraufführung |
| ------- | -------- | --------------- | --------------------- |
| 1       | 54       | 1. August 2017  | 6. November 2017      |
| 2       | 38       | 4. Mai 2018     | 20. Dezember 2018     |
| 3       | 20       | 5. Juli 2019    | 20. Januar 2020       |
| Shorts  | 13       | 4. Februar 2016 | 25. September 2017    |

## Videospiele
Ein Handyspiel, OK K.O.! Lakewood Plaza Turbo, wurde am 4. Februar 2016 auf Android und iOS als kostenloses Spiel für diese Plattformen veröffentlicht. Es ist ein Beat ’em up, das von Double Stallion Games entwickelt und von Cartoon Network Games veröffentlicht. Die Musik des Spiels wurde von Mathieu Lavoie und FX Dupas in der Vibe Avenue in Montreal, Kanada komponiert.
Capybara Games entwickelte auf Basis der Serie ein Videospiel für die PlayStation 4, Xbox One und Windows mit dem Titel OK K.O.! Let’s Play Heroes. Es wurde am 23. Januar 2018 veröffentlicht; ein Nintendo-Switch-Port erschien am 30. Oktober 2018.